# Nythe
Nythe är en ort i civil parish Nythe, Eldene and Liden, i distriktet Swindon, i grevskapet Wiltshire, i England. Nythe var en civil parish 2015–2017 när blev den en del av Nythe, Eldene and Liden.